# Білинський Дмитро Григорович
Дмитро́ Григо́рович Біли́нський (15 вересня 1874, с. Колиндяни, нині Чортківського району Тернопільської області — 28 жовтня 1941, с. Колиндяни, Чортківського району Тернопільської області) — український різьбяр по дереву.

## Життєпис
Народився у селі Колиндяни Тернопільської області.
Розповідають, що людиною він був спокійною і щирою. Двері в його оселі завжди були відчинені для односельчан, які приходили за порадою, чи просто погомоніти про життя. Дякував та паламарував у церкві. Організовував постановки сільського театру. Був учасником Колиндянської «Просвіти». Талант творити скульптури прокинувся у Дмитра Білинського вже на схилі літ. Спочатку виготовляв надгробні пам'ятники та хрести-статуї з бетону. Потім захопився різьбою по дереву.
Різьбив окремі постаті та фігурні композиції невеликих розмірів. Створив композиції та фігурки (висотою до 30 см) «Т.Шевченко», «Автопортрет», «За книжкою», «Колядники», на біблійні теми та ін.
Твори експонувалися у Кракові (1948), Парижі (1949).
Зберігаються у ТОКМ, НМЛ, МЕХП НАН України, музеях Польщі (Краків і Битом), приватних колекціях. 
У Львівському музеї українського мистецтва знаходиться одна з перших робіт Білинського — погруддя Тараса Шевченка.